# Ikeda (Fukui)
Ikeda (池田町 Ikeda-chō?) es un municipio situado en el distrito de Imadate, en la prefectura de Fukui, Japón. Tiene una población estimada, a fines de septiembre de 2024, de 2203 habitantes.
Su superficie total es de 194.65 km².

## Geografía

### Municipios adyacentes
- Prefectura de Fukui
  - Echizen
  - Fukui
  - Minamiechizen
  - Ōno
  - Sabae
- Prefectura de Gifu
  - Ibigawa

## Demografía
Según los datos del censo japonés, la siguiente es la evolución de la población de Ikeda en los últimos años:
| 1995 | 2000 | 2005 | 2010 | 2015 | 2024 (est.) |
| ---- | ---- | ---- | ---- | ---- | ----------- |
| 4032 | 3759 | 3405 | 3046 | 2638 | 2203        |